# Take a Little Time to Sing!
Take a Little Time to Sing! med The Swedish Gospel Singers Kjell & Rolf Samuelson spelades in i Stockholm innan en USA-turné i september 1966. Inspelningen gjordes för skivbolaget Hemmets Härold i samarbete med det kaliforniska skivbolaget Cornerstone Productions. Skivan fick tre stjärnor i amerikanska Billboard den 19 november 1966.

## Låtlista
1. Take a Little Time to Sing
2. Happy, Glad and Free
3. His Name is Wonderful
4. Trygg ar du da (The Bible Tells Me So)
5. We Thank Thee Jesus
6. What Would My Life then be
7. Happy am I
8. I'll Never be Lonely
9. The King and I
10. According to Thy Loving Kindness
11. Sag vill du tro pa Jesus (Down Deep In My Heart)
12. The Saviour is Waiting